# Joan Horaci Simó i Burgués
Joan Horaci Simó i Burgués (Lleida, 15 de juliol de 1942) és un empresari i polític català.

## Biografia
Militant de CDC, fou senador de CiU per la província de Lleida a les eleccions generals espanyoles de 1982, 1986, 1989 i 1996 i designat pel Parlament de Catalunya a les 2000. També fou diputat al Congrés dels Diputats per la mateixa circumscripció a les eleccions generals espanyoles de 1993 i diputat al Parlament de Catalunya a les eleccions de 1999.
També ha estat president de la Cambra Oficial de Comerç de Lleida des de 1991, de la Confederació d'Organitzacions Empresarials de Lleida (COELL) des de 1994 i de la Federació de la Construcció. El 2006 fou escollit membre del comitè executiu del Consell Superior de Cambres de Comerç.